# Lúnasa
Lúnasa est un groupe de musique traditionnelle irlandaise, uniquement instrumentale, de renommée internationale. Son succès est dû, en partie, à des arrangements modernes de mélodies traditionnelles. En gaélique, Lúnasa désigne le mois d'août, le nom provient de l'antique fête celtique de « Lugnasad », dédiée au dieu primordial Lug de la mythologie.

## Formation
- Kevin Crawford : irish flute, whistles, bodhrán
- Trevor Hutchinson : contrebasse
- Seán Smyth  : violon, whistles
- Cillian Vallely : uilleann pipes, whistles
- Ed Boyd : guitare

### Anciens membres
- Michael McGoldrick : uilleann pipes, irish flute, whistles
- John McSherry : uilleann pipes, whistles
- Donogh Hennessy : guitare
- Tim Edey : guitare
- Paul Meehan : guitare, bouzouki, mandoline